# Hélène Vainqueur-Christophe
Hélène Vainqueur-Christophe, née le 6 mai 1956 à Trois-Rivières (Guadeloupe), est une femme politique française.

## Biographie
Après avoir fait ses études au lycée Gerville-Réache de Basse-Terre, Hélène Vainqueur-Christophe passe avec succès un baccalauréat scientifique à l'âge de seize ans. Elle devient docteure en pharmacie à l'université Paris V en 1979.

### Engagement politique
En mars 2004, Hélène Vainqueur-Christophe est élue au Conseil régional de la Guadeloupe sur la liste « La Guadeloupe pour tous » conduite par Victorin Lurel. Elle est élue maire de Trois-Rivières le 16 mars 2008, devançant le maire sortant Albert Dorville de douze voix. Elle est réélue conseillère régionale en 2010 et obtient la cinquième vice-présidence de la collectivité.
En 2011, elle rejoint le comité de soutien à François Hollande lors des primaires citoyennes.
Suppléante de Victorin Lurel lors des législatives de 2012, elle devient députée de la 4e circonscription de la Guadeloupe un mois après la réélection de celui-ci et son entrée dans les gouvernements Ayrault I et II. En raison de la loi interdisant le cumul des mandats, elle cède son siège de conseillère de la région Guadeloupe à Hilaire Brudey. À l'Assemblée nationale, elle est rapporteur d'un projet de loi destiné à pallier des anomalies concernant l'alimentation dans les DOM-TOM. Des études ont en effet établi que des aliments y sont vendus avec des taux de sucre plus élevés qu'en métropole, l'écart pouvant dépasser 40 %. La proposition de loi règle également la différence concernant les dates de péremption, qui en Outre-Mer peuvent être de 55 jours pour 30 jours en métropole,.
Grâce au succès de sa liste aux élections municipales de 2014, qui obtient au premier tour un peu plus de 71 % des voix contre Jimmy Fausta, elle est réélue maire de Trois-Rivières.
Victorin Lurel décide de ne pas se présenter aux élections législatives de 2017 et soutient sa suppléante, Hélène Vainqueur-Christophe, dans la quatrième circonscription. Celle-ci est largement élue au second tour le 17 juin avec 61,51 % des suffrages exprimés. À l'Assemblée nationale, elle fait partie des trois députés du groupe socialiste à voter pour la confiance au gouvernement Philippe II. Également maire de Trois-Rivières, elle quitte en juillet 2017 son mandat municipal en raison de la loi interdisant leur cumul. Elle ne se représente pas aux élections législatives de 2022.

## Mandats locaux
- Maire de Trois-Rivières de 2008 à 2017 (remplacée par son suppléant Jean-Louis Francisque)
- Conseillère régionale de la Guadeloupe de 2004 à 2012

## Décorations
- Chevalier de la Légion d'honneur[6]